# Fly Like an Eagle (álbum)
Fly Like an Eagle es el noveno álbum de estudio de la banda estadounidense Steve Miller Band. Fue publicado el 14 de mayo de 1976 a través de Capitol Records. El álbum alcanzó el puesto #3 en el Billboard  200 y fue certificado 4× platino por la Recording Industry Association of America (RIAA).

## Recepción de la crítica
Brian Kachejian, contribuidor de Classic Rock History, calificó Fly Like an Eagle como “uno de los álbumes más importantes de la década de 1970”. En 2012, la revista Rolling Stone clasificó a Fly Like an Eagle en la posición #445 en su lista de “los 500 mejores álbumes de todos los tiempos”.

## Galardones
| Publicación     | Lista                               | Posición | Ref.   |
| --------------- | ----------------------------------- | -------- | ------ |
| NME             | NME's best albums of 1976           | 14       | [ 8 ]  |
| uDiscover Music | The Most Influential Albums of 1976 | 22       | [ 9 ]  |
| Singersroom     | 100 Greatest Albums from 1976       | 8        | [ 10 ] |

## Posicionamiento
| Gráfica (1976)                 | Pico de posición |
| ------------------------------ | ---------------- |
| Canadá (RPM Top Albums/CDs)    | 4                |
| Estados Unidos (Billboard 200) | 3                |
| Países Bajos (Album Top 100)   | 7                |
| Reino Unido (UK Albums Chart)  | 11               |

| Gráfica (1977)                                    | Pico de posición |
| ------------------------------------------------- | ---------------- |
| Alemania (Offizielle Top 100)                     | 20               |
| Estados Unidos (Billboard Top R&B/Hip-Hop Albums) | 19               |
| Nueva Zelanda (Recorded Music NZ)                 | 16               |

## Certificaciones y ventas
| País                  | Certificación | Ventas    |
| --------------------- | ------------- | --------- |
| Canadá (Music Canada) | 2× Platino    | 200,000   |
| Estados Unidos (RIAA) | 4× Platino    | 4,000,000 |
| Reino Unido (BPI)     | Oro           | 100,000   |